# Parafia Matki Bożej Częstochowskiej w Lublicy
Parafia Matki Bożej Częstochowskiej w Lublicy – rzymskokatolicka parafia diecezji rzeszowskiej w dekanacie Brzostek.
Miejscowość Lublica to niewielka wioska położona w gminie Kołaczyce. Do 2007 należała do parafii w Bieździedzy.
Budowę kościoła filialnego parafii w Bieździedzy rozpoczęto 13 września 1989 roku. Budowa odbywała się w czynie społecznym parafii Bieździedza oraz sąsiednich parafii, jak również z funduszy otrzymanych od rodaków tej parafii z Polonii Amerykańskiej, np.: witraż główny oraz okna witrażowe. Inicjatorem budowy kościoła był ksiądz kanonik Stanisław Karabin. Prace przy rozbudowie kościoła prowadzono już pod kierunkiem ks. Jana Wojciechowskiego.
Kościół ma powierzchnię 500 m² i wieżę wysoką na 34 m. Ma dwa ołtarze boczne, prezbiterium, kruchtę, chór, zakrystię, a także pomieszczenie dla ministrantów na pierwszym piętrze. Prezbiterium wykonano z płytek gref, ołtarz z marmuru karara (włoski marmur), mównicę z marmuru, chrzcielnicę i paschał również. Konstrukcja wykonana z cegły, wieża jest żelbetowa, a całość pokryto blachą miedzianą. Krzyż wykonał z drewna rzeźbiarz z Zarzecza. Drzwi rzeźbił miejscowy rzeźbiarz Tadeusz Mamroł z Lublicy, projektował inż. architekt Królicki z Krosna a konstruktorem był Jan Janowski.
Konsekracja kościoła nastąpiła 23 sierpnia 1998 roku, natomiast Rektorat terytorialny erygował 8 grudnia 2007 roku, bp Kazimierz Górny, ordynariusz Diecezji rzeszowskiej. Obecnie samodzielna parafia. 
W kościele znajduje się kopia obrazu częstochowskiej Czarnej Madonny.

## Terytorium
Do parafii należy wieś Lublica, część miejscowości Bieździadka.

## Proboszczowie
| Lp. | Proboszcz         | Lata posługi |
| --- | ----------------- | ------------ |
| 1.  | Jan Wojciechowski | 2006-        |
| 2.  |                   |              |

## Cmentarz
- Cmentarz komunalny w Lublicy